# Judique
Judique (en micmac : Sutik, en gaélique écossais : Siudaig Mhór) est un village canadien situé dans le comté d'Inverness, sur l'île du Cap-Breton en Nouvelle-Écosse. Judique compte 850 habitants. Il y a une scierie et quelques commerces.